# الشديد (أسماء الله الحسنى)
الشديد

## لغويا
شَّدِيدُ:
| الشديد (أسماء الله الحسنى) | الشَّدِيدُ : القويُّ ، الصَّعْبُ وعكسها الضعيف اللين | الشديد (أسماء الله الحسنى) |

.
ويقال: شديد القُوَى: عظيمُ القدرَةِ.
وفي التنزيل العزيز: في سورة النجم آية 5عَلَّمَهُ شَدِيدُ القُوَى ﴿عَلَّمَهُ شَدِيدُ الْقُوَى ۝٥﴾ [النجم:5] ) ) .
وعطر شديد الرائحة: قويُّها.
ورجلٌ شديد العيْن: لا يغلِبُه النَّوْم. والجمع : شِدادٌ، وأشدّاءُ.
وهُنَّ شِدَادٌ، وشدائدُ.

## أسماء الله الحسنيوصفاته
الشَّديد صفة من صفات الله تعالى، ومعناه: القويّ أو المشدِّد " ﴿ وَاتَّقُوا اللهَ إِنَّ اللهَ شَدِيدُ الْعِقَابِ﴾ ﴿وَهُمْ يُجَادِلُونَ فِي اللهِ وَهُوَ شَدِيدُ الْمِحَالِ﴾ ". • قال تعالى: ﴿قال لو أن لي بكم قوة أو آوي إلى ركن شديد﴾ وهو الله عز وجل
﴿أَنَّ الْقُوَّةَ لِلَّهِ جَمِيعًا وَأَنَّ اللَّهَ شَدِيدُ الْعَذَابِ﴾